# Campionatul Mondial de Scrimă din 1954
Campionatul Mondial de Scrimă din 1954 s-a desfășurat la orașul Luxemburg.

## Rezultate

### Masculin
| Probă                 | Aur | Argint | Bronz                                                                                                   |
| Spadă la individual   | Edoardo Mangiarotti (ITA)                                                                                       | Carlo Pavesi (ITA)                                                                                            | Franco Bertinetti (ITA)                                                                                 |
| Spadă pe echipe       | Italia Giorgio Anglesio Franco Bertinetti Giuseppe Delfino Armando Dellantonio Carlo Pavesi Edoardo Mangiarotti | Suedia Per Carleson Sven Fahlman Carl Forssell Bengt Ljungquist Berndt-Otto Rehbinder Nils Rydström           | Franța Daniel Dagallier Yves Dreyfus Maurice Huet Armand Mouyal Jean-Pierre Muller Claude Nigon         |
| Floretă la individual | Christian d'Oriola (FRA)                                                                                        | Edoardo Mangiarotti (ITA)                                                                                     | Giancarlo Bergamini (ITA)                                                                               |
| Floretă pe echipe     | Italia Giancarlo Bergamini Manlio Di Rosa Roberto Ferrari Edoardo Mangiarotti Renzo Nostini Antonio Spallino    | Franța Claude Bancilhon René Cintrat Roger Closset Christian d’Oriola Claude Netter Adrien Rommel             | HUN · Aladár Gerevich · József Gyuricza · József Marosi · Endre Palócz · Bertalan Szöcs · Endre Tilli   |
| Sabie la individual   | Rudolf Kárpáti (HUN)                                                                                            | Pál Kovács (HUN)                                                                                              | Tibor Berczelly (HUN)                                                                                   |
| Sabie pe echipe       | HUN · Tibor Berczelly · Aladár Gerevich · Rudolf Kárpáti · Pál Kovács · Dániel Magay · Bertalan Papp            | Polonia Jerzy Pawłowski Wojciech Zabłocki Zygmunt Pawlas Jerzy Twardokens Andrzej Piątkowski Marian Kuszewski | Franța Jean Brousse Jacques Lefèvre Jean Levavasseur Bernard Morel Jacques Roulot Jean-François Tournon |

### Feminin
| Probă                 | Aur                                                          | Argint | Bronz                                                                             |
| Floretă la individual | Karen Lachmann (DEN)                                         | Ilona Elek (HUN)                                                                                           | Renée Garilhe (FRA)                                                               |
| Floretă pe echipe     | HUN · Ilona Elek · Margit Elek · Katalin Kiss · Magda Zsabka | Franța Kate Bernheim Renée Garilhe Raymonde Pécheux Marguerite Lavagne Françoise Mailliard Régine Veronnet | Italia Irene Camber Velleda Cesari Alberta Lorenzoni Jenny Zanelli Silvia Strukel |

## Clasament pe medalii
| Loc | Țară      | Aur | Argint | Bronz | Total |
| --- | --------- | --- | ------ | ----- | ----- |
| 1   | Italia    | 3   | 3      | 2     | 8     |
| 2   | Hungary   | 3   | 2      | 2     | 7     |
| 3   | Franța    | 1   | 1      | 4     | 6     |
| 4   | Danemarca | 1   | 0      | 0     | 1     |
| 5   | Polonia   | 0   | 1      | 0     | 1     |
| 5   | Suedia    | 0   | 1      | 0     | 1     |